# Selección femenina de rugby de Alemania
La selección femenina de rugby de Alemania es el equipo nacional que representa a la Deutscher Rugby-Verband en competencias internacionales.

## Participación en copas
| - Países Bajos 1998: Finalista Shield - España 2002: 16º puesto - 2006 al 2025: no clasificó - España 1996: 5° puesto - Francia 1997: 8° puesto - Italia 2002: 3° puesto - Alemania 2005: 4° puesto - Suecia 2009: 4° puesto en su grupo - Francia 2010: 7° puesto - Bélgica 2018: 3° puesto - Europa 2019: 4° puesto | - España 2000: 3° puesto - Francia 2001: 3° puesto - Países Bajos 2003: 2° puesto - Francia 2004: 2° puesto - Bélgica 2007: 3° puesto - Países Bajos 2008: 3° puesto - Europa 2021-22: 3° puesto Grupo B - Europa 2022-23: 3° puesto - Europa 2024-25: 2° puesto |